# ベルフォルテ・アッリザウロ
ベルフォルテ・アッリザウロ（伊: Belforte all'Isauro）は、イタリア共和国マルケ州ペーザロ・エ・ウルビーノ県にある、人口約700人の基礎自治体（コムーネ）。

## 地理

### 位置・広がり
ペーザロ・エ・ウルビーノ県西部のコムーネ。ウルビーノから西へ21km、ペーザロから西南西へ49kmの距離にある。

#### 隣接コムーネ
隣接するコムーネは以下の通り。括弧内のARはアレッツォ県所属を示す。
- カルペーニャ
- ピアンディメレート
- サンタンジェロ・イン・ヴァード
- セスティーノ (AR)

### 気候分類・地震分類
ベルフォルテ・アッリザウロにおけるイタリアの気候分類 (it) および度日は、zona E, 2350 GGである。
また、イタリアの地震リスク階級 (it) では、zona 2 (sismicità media) に分類される。

## 行政

### 分離集落
ベルフォルテ・アッリザウロには、以下の分離集落（フラツィオーネ）がある。
- Campo, Torriola, Molino